# Близиньский, Юзеф
Юзеф Франтишек Близиньский (устар. «Иосиф Близинский», пол. Józef Franciszek Bliziński) — польский писатель и драматург XIX века, согласно Литературной энциклопедии: большой знаток и яркий изобразитель шляхетской среды, её вырождения.

## Биография
Юзеф Близиньский родился 10 марта 1827 года в городе Варшаве.
В 1860 году опубликовал комедию «Imeniny» и стого времени стал писать юмористические рассказы и новеллы, собранные потом в одной книге под названием: «Dziwolągi» (1876 и 1885 г.г.).
Свою литературную деятельность начал ещё будучи студентом. В 1873 появилась ещё одна очень удачная одноактная комедия «Marsowy kawaler», которая в русском переводе носила заглавие «Не велик узелок, но туго затянут».
В конце XIX - начале XX века на страницах «Энциклопедического словаря Брокгауза и Ефрона» так описывалось творчество писателя:
«Во всех своих талантливых произведениях Б. обнаруживает отличное знание сцены. Его комедии отличаются живостью действия, богатством типов, ловко завязанной интригой со здоровым юмором; в них отражается довольно верно современное польское общество, в особенности же средние слои».
Кроме того, Близиньский занимался лингвистическими трудами и собирал материал, для дополнения к большому словарю польского языка Богумила Линде, и, как отрывок этого своего труда, он издал брошюру «Barbaryzmy języka polskiego». Также Близинский изучал народный язык, обычаи и костюмы, что тоже было отображено в его работах.
Юзеф Близиньский скончался 29 апреля 1893 года в городе Кракове.

## Избранная библиография
- Imieniny (1860)
- Przezorna mama (1871)
- Marcowy kawaler (1873)
- Chleb ludzi bodzie (1875)
- Dziwolągi (1876)
- Мąź od biedy (1878)
- Pan Damazy (1877)
- Rozbitki (1881)
- Ciotka na wydaniu (1883)
- Szach i mat (1885)
- Lekkoduch (написанная вместе с Сарнецким 1886 г., в 4 д.)
- Мąź w drodze (1887)
- Dzika różyczka
- Komedie
- Listy